# Into the Deep
Into the Deep es una próxima película estadounidense de acción y suspenso escrita por Chad Law y Josh Ridgway, dirigida por Christian Sesma y protagonizada por Richard Dreyfuss, Scout Taylor-Compton, Jon Seda y Stuart Townsend.    

## Elenco
- Richard Dreyfuss como Seamus [2]
- Exploradora Taylor-Compton [1]
- Stuart Townsend [1]
- Jon Seda [1]
- Ana María Demara [1]
- Ron Smoorenburg [1]
- Lorena Sarria [1]
- Callum McGowan [1]
- Maverick Kang Jr. [1]
- Tom O'Connell [1]
- Tofan Pirani [1]
- Quinn P. Hensley [2]

## Lanzamiento
La película será estrenada en cines selectos, plataformas digitales y VOD el 24 de enero de 2025. 

## Recepción
Leslie Felperin de The Guardian le otorgó a la película dos estrellas de cinco.  Rich Cross de Starburst también le otorgó a la película dos estrellas de cinco. 